# Monténégro au Concours Eurovision de la chanson 2007
Le Monténégro participe au Concours Eurovision de la chanson 2007 à Helsinki, en Finlande. Il s'agit de la première participation du pays au Concours.
Le pays est représenté par la chanson 'Ajde, kroči, interprétée par Stevan Faddy.

## Contexte
Le 13 octobre 2006, la chaîne de télévision nationale monténégrine, Radio i Televizija Crne Gore (RTCG), confirme que le Monténégro fera ses débuts au Concours Eurovision de la chanson 2007 en tant que nation indépendante après la dissolution de l'Union étatique de Serbie-et-Monténégro, après avoir participé de 1961 à 1992 en tant que partie de la Yougoslavie et en 2004 et 2005 en tant que partie de la Serbie-et-Monténégro. RTCG diffusera également l'événement au Monténégro et organisera le processus de sélection pour l'entrée du pays. En 2007, un format final national est utilisé pour sélectionner la chanson monténégrine.

## Sélection
MontenegroSong 2007 est la finale nationale organisée par RTCG afin de sélectionner la chanson monténégrine pour le Concours Eurovision de la Chanson 2007. Dix chansons sont présentées lors d'une finale télévisée le 25 février 2007, qui s'est tenue pendant l'émission Nedjeljno popodne de TVCG dans les studios de RTCG à Podgorica et animée par Dražen Bauković et Olivera Simunović.
Le 13 janvier 2007, RTCG ouvre une période de candidature où les artistes et les auteurs-compositeurs peuvent soumettre leurs chansons jusqu'au 9 février 2007. Tous les artistes et auteurs-compositeurs doivent être citoyens du Monténégro et les chansons écrites en monténégrin. RTCG reçoit 16 candidatures à la clôture de la date limite. Un jury de sélection composé de Maja Popović, rédactrice musicale de Budo Tomović, du compositeur Slobodan Kovačević et de Vesna Ivanović, rédactrice musicale de RTCG, a évalué les candidatures reçues et sélectionné les dix meilleures candidatures pour la finale nationale. Les artistes sélectionnés sont annoncés le 14 février 2007 et leurs chansons sont annoncées le 17 février 2007.
| Artistes             | Chansons                                        | Auteurs-compositeurs                              |
| -------------------- | ----------------------------------------------- | ------------------------------------------------- |
| Crveno i crno        | Luda sam bez tebe (Луда сам без тебе)           | Mihailo Radonjić, Goran Atanasković               |
| Dalibor Dado Đurović | Zašto (Зашто)                                   | Sergej Ćetković                                   |
| Grim                 | Kada ona ljubi te (Када она љуби те)            | Nebojsa Đukanović                                 |
| Ivana Radinović      | Nemam snage (Немам снаге)                       | Mihailo Radonjić, Momcilo Zeković-Zeko            |
| Marko Vukčević       | Svaki put me tebi vodi (Сваки пут ме теби води) | Marko Vukčević, Slaven Vukčević                   |
| Milena Vidaković     | Duga (Дуга)                                     | Svetlana Raicković                                |
| Nina & Dan poslije   | Anđele (Анђеле)                                 | Zoran Radonjić, Nina Petković                     |
| Rolly                | Kad se sjetim (Кад си с́етим)                    | Pjetar Dedivanović, Ljubo Jovović, V. Dedivanović |
| Stefan Filipović     | Ne mogu bez tebe (Не могу без тебе)             | Mirsad Serhatlić, Sanja Perić                     |
| Stevan Faddy         | 'Ajde, kroči ('Ајде, крочи)                     | Slaven Knezović, Milan Perić                      |

La finale a lieu le 25 février 2007. Les dix chansons en compétition sont interprétées. ’Ajde, kroči interprétée par Stevan Faddy est sélectionnée comme gagnante par un télévote. 11 006 votes furent reçus pendant l'émission. En plus des performances des chansons en compétition, l'émission présente des performances des invités : No Name, le représentant de la Serbie-et-Monténégro au Concours Eurovision de la chanson 2005, Dmitri Koldoun, le représentant de la Biélorussie au Concours Eurovision de la chanson 2007 et Alenka Gotar, la représentante de la Slovénie au Concours Eurovision de la chanson 2007.
| Passage | Artiste              | Chanson                | Télévote  | Télévote | Télévote | Place |
| Passage | Artiste              | Chanson                | Téléphone | SMS      | Total    | Place |
| ------- | -------------------- | ---------------------- | --------- | -------- | -------- | ----- |
| 1       | Marko Vukčević       | Svaki put me tebi vodi | 115       | 730      | 845      | 3     |
| 2       | Crveno i crno        | Luda sam bez tebe      | 24        | 113      | 137      | 10    |
| 3       | Grim                 | Kada ona ljubi te      | 93        | 480      | 573      | 5     |
| 4       | Milena Vidaković     | Duga                   | 67        | 305      | 372      | 6     |
| 5       | Nina & Dan poslije   | Anđele                 | 91        | 513      | 604      | 4     |
| 6       | Rolly                | Kad se sjetim          | 32        | 229      | 261      | 9     |
| 7       | Stefan Filipović     | Ne mogu bez tebe       | 474       | 2 368    | 2 842    | 2     |
| 8       | Dalibor Dado Đurović | Zašto                  | 62        | 261      | 323      | 7     |
| 9       | Stevan Faddy         | ’Ajde, kroči           | 756       | 3 991    | 4 747    | 1     |
| 10      | Ivana Radinović      | Nemam snage            | 55        | 247      | 302      | 8     |

## Eurovision
Selon les règles de l'Eurovision, toutes les nations, à l'exception du pays hôte, des "Big Four" (France, Allemagne, Espagne et Royaume-Uni) et des dix pays les mieux classés du Concours Eurovision de la chanson 2006, doivent se qualifier à partir de la demi-finale du 10 mai 2007 afin de concourir pour la finale du 12 mai 2007. Le 12 mars 2007, un tirage au sort spécial est organisé pour déterminer l'ordre de passage pour la demi-finale, le Monténégro doit se produire en 7e position, après la Géorgie et avant la Suisse.
Les deux demi-finales et la finale sont diffusées au Monténégro sur TVCG 2 avec les commentaires de Dražen Bauković et Tamara Ivanković. Le porte-parole monténégrin qui annonce le vote monténégrin pendant la finale est Vidak Latković.

### Demi-finale
Stevan Faddy participe aux répétitions techniques les 3 et 5 mai, suivies des répétitions générales les 11 et 12 mai. La performance monténégrine voit Stevan Faddy sur scène avec deux bassistes et un batteur dans une configuration de groupe. Au point culminant de la performance, les deux bassistes se penchent vers le batteur tandis que la caméra tourne autour des musiciens. Les écrans LED affichent des couleurs bleues et grises avec des effets de lumière blanche. Les trois musiciens qui jouent avec Stevan Faddy sont Jovan Coso (batterie), Marko Perić (basse) et le co-compositeur de ’Ajde, kroči Slaven Knezović (basse). Marko Perić avait déjà représenté la Serbie-et-Monténégro en 2005 au sein de No Name. Deux choristes, Neda Papović et Svetlana Raicković, participent à la performance.
À la fin de la soirée, le Monténégro n'est pas annoncé parmi les 10 premiers participants de la demi-finale et ne réussit pas à se qualifier pour la finale. Il est révélé plus tard que le Monténégro s'est classé 22e des 28 participants de la demi-finale, recevant un total de 33 points.

## Votes

### Points attribués au Monténégro (demi-finale)
| 12 points                                 | 10 points | 8 points    | 7 points  | 6 points |
| ----------------------------------------- | --------- | ----------- | --------- | -------- |
|                                           |           | - Serbie    | - Albanie |          |
| 5 points                                  | 4 points  | 3 points    | 2 points  | 1 point  |
| - Bosnie-Herzégovine - Croatie - Slovénie |           | - Macédoine |           |          |

### Points attribués par le Monténégro (demi-finale)
| 12 points | Serbie      |
| 10 points | Macédoine   |
| 8 points  | Slovénie    |
| 7 points  | Croatie     |
| 6 points  | Albanie     |
| 5 points  | Bulgarie    |
| 4 points  | Biélorussie |
| 3 points  | Turquie     |
| 2 points  | Norvège     |
| 1 point   | Pologne     |

### Points attribués par le Monténégro (finale)
| 12 points | Serbie             |
| 10 points | Macédoine          |
| 8 points  | Slovénie           |
| 7 points  | Bosnie-Herzégovine |
| 6 points  | Russie             |
| 5 points  | Bulgarie           |
| 4 points  | Espagne            |
| 3 points  | Biélorussie        |
| 2 points  | Ukraine            |
| 1 point   | Turquie            |